# Kuženerskij rajon
Il Kuženerskij rajon (in russo Куженерский район?) è un rajon della Repubblica dei Mari, nella Russia europea, istituito nel 1935. Il capoluogo è Kužener. Il rajon ricopre una superficie di 852,83 chilometri quadrati ed ospitava nel 2023 una popolazione di 11 637 abitanti.